# 1925년 전조선전문학교야구대회
1925년 전조선전문학교야구대회는 전조선전문학교야구대회의 1925년 시즌 야구 대회이다. 1925년 5월 30일부터 6월 5일까지 일제강점기 조선 경기도 경성부에 있는 경성중학 운동장에서 개최되었다.

## 경기장
| 경기장          | 도시 | 좌석 | 수용 | 비고 |
| --------------- | ---- | ---- | ---- | ---- |
| 경성중학 운동장 | 경성 |      |      |      |

## 야구단
| 야구단                   | 도시 | 첫 참가 | 횟수 | 비고 |
| ------------------------ | ---- | ------- | ---- | ---- |
| 경성고등공업학교 야구단  | 경성 | 1924    | 2    |      |
| 경성고등상업학교 야구단  | 경성 | 1924    | 2    |      |
| 경성법학전문학교 야구단  | 경성 | 1925    | 1    |      |
| 경성의학전문학교 야구단  | 경성 | 1924    | 2    |      |
| 경성제국대학 예과 야구단 | 경성 | 1924    | 2    |      |
| 경성치과의학교 야구단    | 경성 | 1925    | 1    |      |
| 수원고등농림학교 야구단  | 수원 | 1924    | 2    |      |

## 경기 결과
|  | 1라운드                  | 1라운드                 |                          |    | 4강 | 4강 |  |  | 결승 | 결승 |
|  |                          |                         |                          |    |     |     |  |  |      |      |
|  | 5월 30일 - 경성          |                         |                          |    |     |     |  |  |      |      |
|  |                          |                         |                          |    |     |     |  |  |      |      |
|  | 경성제국대학 예과 야구단 | 19                      |                          |    |     |     |  |  |      |      |
|  | 경성제국대학 예과 야구단 | 19                      | 5월 31일 - 경성          |    |     |     |  |  |      |      |
|  | 경성치과의학교 야구단    | 2                       |                          |    |     |     |  |  |      |      |
|  | 경성치과의학교 야구단    | 2                       | 경성제국대학 예과 야구단 | 9  |     |     |  |  |      |      |
|  | 5월 30일 - 경성          |                         | 경성제국대학 예과 야구단 | 9  |     |     |  |  |      |      |
|  |                          | 경성고등공업학교 야구단 | 6                        |    |     |     |  |  |      |      |
|  | 경성고등공업학교 야구단  | 경성고등공업학교 야구단 | 6                        | 9  |     |     |  |  |      |      |
|  | 경성고등공업학교 야구단  |                         | 6월 1일 - 경성           | 9  |     |     |  |  |      |      |
|  | 경성법학전문학교 야구단  | 3                       |                          |    |     |     |  |  |      |      |
|  | 경성법학전문학교 야구단  | 3                       | 경성제국대학 예과 야구단 | 7  |     |     |  |  |      |      |
|  | 5월 30일 - 경성          |                         | 경성제국대학 예과 야구단 | 7  |     |     |  |  |      |      |
|  |                          | 경성고등상업학교 야구단 | 7                        |    |     |     |  |  |      |      |
|  | 경성고등상업학교 야구단  | 경성고등상업학교 야구단 | 7                        | 4  |     |     |  |  |      |      |
|  | 경성고등상업학교 야구단  | 5월 31일 - 경성         |                          | 4  |     |     |  |  |      |      |
|  | 경성의학전문학교 야구단  | 3                       |                          |    |     |     |  |  |      |      |
|  | 경성의학전문학교 야구단  | 3                       | 경성고등상업학교 야구단  | 15 |     |     |  |  |      |      |
|  |                          |                         | 경성고등상업학교 야구단  | 15 |     |     |  |  |      |      |
|  |                          |                         | 수원고등농림학교 야구단  | 1  |     |     |  |  |      |      |
|  |                          |                         | 수원고등농림학교 야구단  | 1  |     |     |  |  |      |      |
|  |                          |                         |                          |    |     |     |  |  |      |      |
|  |                          |                         |                          |    |     |     |  |  |      |      |
|  |                          |                         |                          |    |     |     |  |  |      |      |

1925년 5월 30일에 경성중학 운동장에서 진행된 경성고등공업학교 야구단과 경성법학전문학교 야구단 간의 1라운드 경기는 경성고등공업학교 야구단이 9:3으로 이기며 준결승에 진출했다. 같은 날 진행된 경성제국대학 예과 야구단과 경성치과의학교 야구단 간의 1라운드 경기는 경성제국대학 예과 야구단이 19:2로 이기며 준결승에 진출했고, 경성고등상업학교 야구단과 경성의학전문학교 야구단 간의 1라운드 경기는 경성고등상업학교 야구단이 4:2로 이기며 준결승에 진출했다.
1925년 5월 31일 14시부터 경성중학 운동장에서 진행된 준결승 경기에서 경성제국대학 예과 야구단과 경성고등공업학교 야구단 간의 경기는 경성제국대학 예과 야구단이 9:6으로 이기며 결승에 진출했고, 경성고등상업학교 야구단과 수원고등농림학교 야구단 간의 경기는 경성고등상업학교 야구단이 15:1로 이기며 결승에 진출했다.
1925년 6월 1일 16시에 경성중학 운동장에서 진행된 경성제국대학 예과 야구단과 경성고등상업학교 야구단 간의 결승 경기는 9회까지 7:7로 비긴 후 일몰로 인해 경기가 진행되지 못하고 6월 4일 16시로 순연되었다. 1925년 6월 4일 16시에 진행된 결승 순연 경기는 우천 상황으로 인해 개최되지 못하고 6월 5일 15시 30분으로 재차 연기되었고, 6월 5일에 진행된 순연 경기는 경기 진행 도중 우천으로 인해 노게임 선언되며 경기가 취소되었다. 한국야구위원회가 발간한 《한국 야구사 연표》에서는 경성고등상업학교 야구단과 경성제국대학 예과 야구단이 결승에서 7:7로 비겨 공동 우승한 것으로 기록했다.

## 참고 문헌
- 대한체육회 100주년 기념사업부 (2020). 《대한민국 체육 100년》. 대한체육회.
- 《대한민국 체육 100년 Ⅰ 통사 (민족과 함께 한 대한민국 체육 100년)》. 대한체육회. 2020.
- 《대한민국 체육 100년 Ⅱ 민족의 구심체, 조선체육회 (1920~1945)》. 대한체육회. 2020.
- 《대한민국 체육 100년 Ⅲ 세계를 향한 도전 (1945~1980)》. 대한체육회. 2020.
- 《대한민국 체육 100년 Ⅳ 스포츠로 꽃피운 대한민국 (1981~2000)》. 대한체육회. 2020.
- 《대한민국 체육 100년 Ⅴ 스포츠강국을 넘어 선진국으로(2001~2020)》. 대한체육회. 2020.
- 《한국야구사》. 대한야구협회. 1999.
- 홍순일 (2013). 《한국 야구사 연표》 (PDF). 한국야구위원회. 2024년 7월 6일에 원본 문서 (PDF)에서 보존된 문서. 2025년 1월 20일에 확인함.
- “專門學校野球大會(전문학교야구대회)”. 조선일보. 1925년 5월 31일.
- “專門野球經過(전문야구경과)”. 조선일보. 1925년 6월 1일.
- “專門學校野球經過(전문학교야구경과)”. 조선일보. 1925년 6월 2일.
- “專門野球決勝戰(전문야구결승전) 四日(사일)에再開(재개)한다”. 조선일보. 1925년 6월 3일.
- “專門學校野球大會(전문학교야구대회)”. 조선일보. 1925년 6월 5일.
- “專門野球決勝(전문야구결승)”. 조선일보. 1925년 6월 8일.